# Kypello Ellados 2020-2021
La Coppa di Grecia 2020-2021 è stata la 79ª edizione del torneo, iniziata il 20 gennaio 2021 e terminata il 22 maggio 2021. L'Olympiacos era la squadra campione in carica. Il PAOK ha conquistato il trofeo per l'ottava volta nella sua storia.
Il format iniziale del torneo, prevedeva la partecipazione di squadre provenienti anche da Souper Ligka Ellada 2 e Football League, oltre alle formazioni vincitrici, nella stagione precedente, della rispettiva coppa regionale. La Federcalcio greca ha deciso di limitare la partecipazione alle sole squadre di massima serie, poiché al mese di gennaio 2021 nessun campionato delle serie inferiori aveva ancora avuto inizio a causa della pandemia di COVID-19 del 2019-2021,  annullando di conseguenza le partite di primo turno disputatesi nel mese di ottobre 2020 tra le formazioni vincitrici delle coppe regionali.

## Formula
Alla coppa hanno partecipato solo le 14 formazioni provenienti dalla Super League 2020-2021. Ad eccezione della finale, le squadre si sono affrontate in match di andata e ritorno.
| Turno            | Data                         | Numero di incontri | Squadre |
| ---------------- | ---------------------------- | ------------------ | ------- |
| Primo turno      | 20 gennaio - 2 febbraio 2021 | 12                 | 14 → 8  |
| Quarti di finale | 10 febbraio - 4 marzo 2021   | 8                  | 8 → 4   |
| Semifinali       | 7 - 28 aprile 2021           | 4                  | 4 → 2   |
| Finale           | 22 maggio 2021               | 1                  | 2 → 1   |

## Partite

### Primo turno
Panathīnaïkos e Lamia, per sorteggio, accedono direttamente al turno successivo.
| Squadra 1                         | Totale | Squadra 2        | Andata | Ritorno |
| --------------------------------- | ------ | ---------------- | ------ | ------- |
| 20 gennaio 2021 / 3 febbraio 2021 |        |                  |        |         |
| Panaitōlikos                      | 0 – 6  | Olympiacos       | 0 – 3  | 0 – 3   |
| PAOK                              | 7 – 1  | Larissa          | 5 – 0  | 2 – 1   |
| 20 gennaio 2021 / 4 febbraio 2021 |        |                  |        |         |
| Arīs Salonicco                    | 4 – 0  | Asteras Tripolīs | 2 – 0  | 2 – 0   |
| Volo                              | 3 – 1  | OFI Creta        | 2 – 0  | 1 – 1   |
| AEK Atene                         | 3 – 2  | Apollōn Smyrnīs  | 2 – 0  | 1 – 2   |
| 21 gennaio 2021 / 3 febbraio 2021 |        |                  |        |         |
| PAS Giannina                      | 5 – 4  | Atromītos        | 2 – 2  | 3 – 2   |

### Quarti di finale
| Squadra 1                       | Totale | Squadra 2      | Andata | Ritorno |
| ------------------------------- | ------ | -------------- | ------ | ------- |
| 10 febbraio 2021 / 3 marzo 2021 |        |                |        |         |
| PAOK                            | 6 – 3  | Lamia          | 5 – 2  | 1 – 1   |
| 10 febbraio 2021 / 4 marzo 2021 |        |                |        |         |
| AEK Atene                       | 4 – 3  | Volo           | 4 – 2  | 0 – 1   |
| Olympiacos                      | 3 – 2  | Arīs Salonicco | 2 – 1  | 1 – 1   |
| 18 febbraio 2021 / 3 marzo 2021 |        |                |        |         |
| PAS Giannina                    | 4 – 2  | Panathīnaïkos  | 2 – 1  | 2 – 1   |

### Semifinali
| Squadra 1                      | Totale | Squadra 2  | Andata | Ritorno |
| ------------------------------ | ------ | ---------- | ------ | ------- |
| 7 aprile 2021 / 28 aprile 2021 |        |            |        |         |
| PAS Giannina                   | 2 – 4  | Olympiacos | 1 – 1  | 1 – 3   |
| 7 aprile 2021 / 29 aprile 2021 |        |            |        |         |
| AEK Atene                      | 1 – 3  | PAOK       | 0 – 1  | 1 – 2   |

### Finale
| Arbitro: | Danny Makkelie |

|            |           |                            |
| M'Vila 50’ | Marcatori | 36’ Vieirinha 90’ Krmenčík |